# Salvia tonalensis
Salvia tonalensis là một loài thực vật có hoa trong họ Hoa môi. Loài này được Brandegee miêu tả khoa học đầu tiên năm 1914.